# Battaglia di San Quintino (1914)
La battaglia di San Quintino, nota anche come prima battaglia di Guise, fu combattuta durante le operazioni di ritirata dell'esercito anglo-francese durante le prime fasi della prima guerra mondiale sul fronte occidentale. La notte del 26 agosto 1914, gli Alleati si erano ritirati da Le Cateau-Cambrésis, dove avevano sconfitto i tedeschi, seppur non senza soffrire, a San Quintino.
Il generale Joseph Joffre, comandante in capo delle forze francesi, ordinò al generale Charles Lanrezac di adoperarsi affinché la 5ª armata, posta sotto il suo comando, tenesse per un po' a bada le forze tedesche. La 5ª armata dunque contrattaccò, distanziata di circa quattro miglia dalla 4ª Armata, che si trovava sul fianco destro. Il BEF, invece, che si trovava sul fianco sinistro, continuava a ritirarsi. Lanzerac impiegò la maggior parte della giornata del 28 per spostare i cinque corpi che costituivano la sua Armata, che si diressero verso ovest.
Il 29 agosto, l'intera 5ª Armata francese attaccò San Quintino. Il generale von Bülow, era però già a conoscenza della controffensiva prima che iniziasse, in quanto gli era stata rivelata dagli ordini intercettati, inviati da un ufficiale francese, e si fece trovare preparato.
Gli attacchi perpetuati dal XVIII Corpo ebbero scarso successo, che fu pagato tuttavia con forti perdite. Invece, sul fianco destro, il III e il X Corpo, dopo essere stati incitati dal generale Louis Franchet d'Esperey, comandante del I Corpo, avanzarono verso Guise, ottenendo un notevole successo e rigettando indietro i tedeschi, compresa l'unità d'élite del Corpo delle Guardie.

Quella notte, Joffre inviò a Lanrezac l'ordine di riprendere la ritirata e di distruggere i ponti sull'Oise dopo averli attraversati. Gli ordini, però, non raggiunsero Lanrezac se non nella mattina del 30 agosto; di conseguenza la ritirata ebbe inizio molte ore dopo, sebbene essa non fosse ostacolata in alcun modo dalla 2ª Armata tedesca, che neppure inseguì le truppe francesi.

Il punto di vista tedesco sulla battaglia è poco chiaro, poiché Von Bülow, pur presentando lo scontro a San Quintino all'Oberste Heeresleitung (comando di terra), il Comando Supremo dell'Esercito Imperiale, come una vittoria, inviò un ufficiale del suo staff presso il comandante della 1ª Armata tedesca, Alexander von Kluck, per informarlo che la sua armata era troppo stanca per seguire la ritirata francese.
Le armate tedesche, esauste, si riposarono e poi cambiarono la direttrice di attacco, spingendosi verso sud, verso la Marna e Parigi.